# الغمزة (السوم)

تعديل مصدري - تعديل

الغمزة هي إحدى قرى عزلة السوم بمديرية السوم التابعة لمحافظة حضرموت، بلغ تعداد سكانها 230 نسمة حسب تعداد اليمن لعام 2004.